# Federazione cestistica della Lettonia
La Latvijas Basketbola savienība (acronimo LBS) è l'ente che controlla e organizza la pallacanestro in Lettonia.
La federazione controlla inoltre le Nazionali maschile e femminile. Ha sede a Riga e l'attuale presidente è Valdis Voins.
È affiliata alla FIBA dal 1992 e organizza il campionato di pallacanestro lettone.